# Nik Colk Void
Nik Colk Void est une musicienne électronique anglaise. Elle est connue pour son travail solo, au sein du groupe Factory Floor, et pour ses collaborations avec Klara Lewis, Peter Rehberg, Chris Carter et Cosey Fanni Tutti. Elle utilise pour principaux instruments une guitare électrique détournée, et des synthétiseurs modulaires .

## Biographie
Nik Colk Void indique qu'elle vient d'une famille ouvrière, et que ses parents se sont séparés durant son enfance. Dans son adolescence, sa famille déménage dans un village du Norfolk.   
Elle débute son expérience musicale à Norwich dans le groupe de indie rock KaitO (en). Actif de 1996 à 2006, le groupe est pris sous contrat par le label californien Devil in the Woods, qui publie en 2001 son premier album.  
Void interrompt pendant un temps sa carrière musicale pour exercer la sculpture. Après avoir assisté à un concert de Factory Floor (en), composé alors de Gabriel Gurnsey et Dominic Butler, elle décide de renouer avec la pratique musicale, et rejoint ce groupe en 2010. 
À partir de 2011, Nik Colk Void entame une collaboration avec les musiciens Chris Carter et Cosey Fanni Tutti, pour un concert à l'invitation de Mute Records. Après ce premier concert, le trio poursuit sa collaboration, et publie trois albums sous le nom de Carter Tutti Void. 
En 2013, Dominic Butler quitte le groupe Factory Floor, qui opère désormais comme un duo composé de Gurnsey et Void. 
En 2016, Nik Colk Void effectue des enregistrements à Londres avec Peter Rehberg, qui constituent leur album collaboratif 33 33 sous le nom NPVR,. Une deuxième session d'enregistrements se déroule six mois plus tard à Vienne, et sera publiée en 2024 sous le titre 33 34. 
Dans cette période, Void déménage de Londres dans la campagne du Norfolk, avec son partenaire Tim Burgess (chanteur du groupe The Charlatans) et leur enfant. 
En 2022, après neuf albums enregistrés dans ses multiples collaborations, Void publie son premier album solo, Bucked Up Space, sur le label Editions Mego,,. 
En 2023 elle publie Full On, un album en collaboration avec Klara Lewis,,. 

### Vie personnelle
Nik Colk Void est la mère d'un enfant, né durant sa liaison avec Tim Burgess, dont elle se sépare par la suite,. 

## Discographie

### Albums solo
- 2022: Bucked Up Space (Editions Mego)

### Dans le groupe Factory Floor
- 2010: Untitled (Blast First Petite)
- 2013: Factory Floor[15]
- 2016: 25 25
- 2018: A Soundtrack For A Film

### En tant que Carter Tutti Void
- 2012: Transverse (Mute Records)
- 2015: 𝒇 (x) (Industrial Records)
- 2019: Triumvirate (Conspiracy International)

### Avec Peter Rehberg en tant que NPVR
- 2017: 33 33 (Editions Mego)
- 2024: 33 34 (Editions Mego)

### Avec Klara Lewis
- 2023: Full On (Alter)